# 67 aC
67 aC és un any del calendari romà que correspon al 687 Ab urbe condita en el còmput dels anys des de la fundació de Roma. Aquest any destaca per diversos esdeveniments polítics i militars a l'antiga Roma i a altres civilitzacions contemporànies. És especialment recordat per la promulgació de la Lex Gabinia, una llei romana que atorgava al general Pompeu poders extraordinaris per combatre la pirateria al mar Mediterrani. Aquesta campanya va ser un èxit destacat i va reforçar l'autoritat i la reputació de Pompeu com a cap militar.
En el context històric més ampli, el 67 aC s'emmarca en el període tardorepublicà romà, caracteritzat per una forta inestabilitat política i lluites internes entre les diferents faccions de poder de Roma. També és una època de tensions i moviments significatius en altres regions del món antic, com el Pròxim Orient i la Mediterrània oriental.

## Esdeveniments

### Judea
- Aristòbul II és coronat rei.[2]

### República Romana
- Mani Acili Glabrió III i Gai Calpurni Pisó són cònsols.
- Durant la Quarta Guerra Mitridàtica, Mitridates VI Eupator venç els romans dirigits per Luci Valeri Triari en la batalla de Zela.
- Òstia és saquejada per pirates.[3]
- Pompeu guanya la guerra contra el pirates en la batalla de Coracesi. Pompeu es fa càrrec de Luci Licini del mandat de l'est.[1]

### Xina
- L'exèrcit de la dinastia Han comandat per Zheng Ji surt victoriós de la batalla de Jushi.[4]

## Naixements
- Princesa Arsinoe IV d'Egipte, filla de Ptolemeu XII Auletes i probablement de Cleòpatra V (també podria ser en el 68 aC).

## Necrològiques
- Salomé Alexandra, reina de Judea.[5]